# آيت حمو قسو (سيدي علال المصدر)
آيت حمو قسو هي إحدى مشيخات المملكة المغربية، تتبع جغرافيا لإقليم الخميسات وإداريًا لسيدي علال المصدر. يقدر عدد سكانها بـ 2274 نسمة حسب الإحصاء الرسمي للسكان والسكنى لسنة 2004.